# Blue-rubber-bleb-nevussyndroom
Blue-rubber-bleb-nevussyndroom (ook wel "BRBNS", "blue-rubber-blebsyndroom, "blue-rubber-blebnevus", of "Syndroom van Bean") is een zeer zeldzame ziekte (wereldwijd zijn slechts enkele honderden gevallen beschreven) waarbij abnormaal verwijde bloedvaten voorkomen in de huid en in het spijsverteringskanaal.

## Presentatie
BRBNS is een veneuze misvorming waarvan vroeger werd verondersteld dat hij verwant was aan het hemangioom. Dit lijkt niet juist te zijn. Er bestaat een niet te verwaarlozen risico op ernstig of zelfs fataal bloedverlies. De vaatafwijkingen worden vooral gevonden op de huid, in de dunne darm en het laatste deel van de dikke darm. Ze kunnen bij de geboorte al zichtbaar zijn, maar in de jeugd ontstaan er meer zichtbare vaatafwijkingen. De laesies kunnen pijnloos zijn, of pijnlijk bij aanraking. Patiënten ontwikkelen soms anemie door gering maar chronisch bloedverlies uit plekjes in de darm. Ook in andere organen kunnen zich vaatafwijkingen ontwikkelen. De afwijkingen gaan niet spontaan over en ontaarden nooit kwaadaardig.

## Oorzaak
De oorzaak is onbekend. De meeste gevallen staan op zichzelf (zijn sporadisch). Familiair voorkomen komt wel voor met dan een autosomaal dominante overerving.

## Behandeling
De behandeling bestaat erin vaatafwijkingen die hinderlijk of cosmetisch ongewenst zijn, of in verband met het bloedingsrisico gevaarlijk lijken, zo veel mogelijk operatief te verwijderen of te coaguleren.